# Pavlof Sister
El Pavlof Sister (lit., 'Hermana de Pavlof', en alusión al cercano monte Pavlof') es un  estratovolcán de los Estados Unidos localizado en la península de Alaska, en el Borough de Aleutianas Orientales. Es un cono parásito del monte Pavlof, que se encuentra directamente al noreste. La montaña fue nombrada por el USGS en 1929. 
Se considera que está inactivo, ya que estalló por última vez en 1786. El USGS tiene el nivel de alerta del Pavlof Sister configurado como «no asignado», lo que significa que el volcán no está actualmente monitorizado.

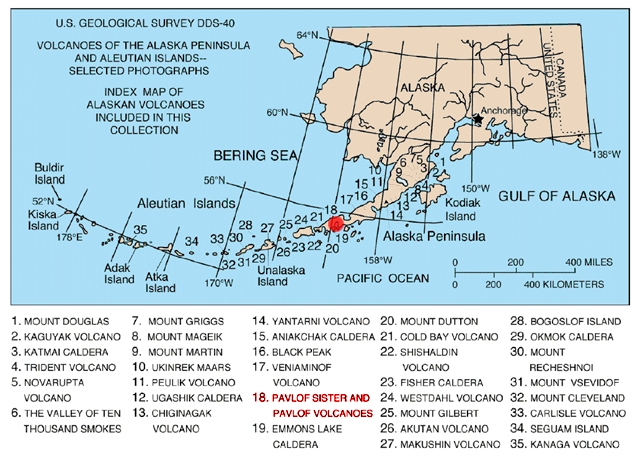
Mapa mostrando los volcanes de Alaska. TLa marca recoge la localización del Pavlof Sister.